# أليكساندر دانق
أليكساندر دانق (بالفرنسية: Alexandre Dang)‏ هو رسام فرنسي، ولد في 19 مايو 1973 في ستراسبورغ في فرنسا.

## وصلات خارجية
- الموقع الرسمي